# Allophylus viridis
Allophylus viridis är en kinesträdsväxtart som beskrevs av Ludwig Radlkofer. Allophylus viridis ingår i släktet Allophylus och familjen kinesträdsväxter. Inga underarter finns listade i Catalogue of Life.